# Arroz de marisco
Arroz de marisco (“zeevruchtenrijst”) is een traditioneel gerecht in de Portugese gastronomie, afkomstig uit Vieira de Leiria, Marinha Grande, een kustplaats in het district Leiria in midden-Portugal. 
Zoals de naam al doet vermoeden, wordt dit gerecht gemaakt met verschillende soorten zeevruchten, onder meer garnalen en andere kreeftachtigen, mosselen en kokkels. De combinaties van schelpdieren die worden gebruikt variëren van regio tot regio, afhankelijk van de recepten, beschikbaarheid en prijzen.
Er zijn verschillende soorten zeevruchtenrijst, afhankelijk van de regio of de beschikbare zeevruchten. De beroemdste soort is de strandzeevruchtenrijst uit Vieira de Leiria zelf, altijd geserveerd in een kleipot.
In 2011 werd het gerecht uitgeroepen tot een van de 7 “Wonderen van de Portugese gastronomie”.